# Юрка Голуб
Юрка Голуб (Юрій Володимирович Голуб; 20 жовтня 1947, с. Горна, Зельвенський район, Гродненська область — 12 жовтня 2020) — білоруський поет.

## Біографія
Народився у селянській сім'ї. Після закінчення філологічного факультету Білоруського державного університету (1970) працював редактором в Гродненській студії телебачення. З 1978 — завідувач відділу культури обласної газети «Гродненська правда (Гродзенская праўда)», з 1979 — завідувач відділу художнього мовлення Гродненського обласного телебачення і радіо. Ведучий телепрограми «Гродненщина літературна (Гродзеншчына літаратурная)». Член Спілки письменників СРСР з 1971.

## Творчість
Почав друкуватись у районній пресі у 1963 році, у республіканській — у 1965. Видав збірки поезії «Грім на зеленій гілці» (1969), «Дерева грози» (1973), «Історичне поле» (1976), «Пам'ятаю про тебе» (1983), «Син небосхилу» (1989), «Поруч з дощем» (2001), «Засмучений камінь» (2002), «Ворота зими» (2004) і «Багра» (2006).
У віршах Юрки Голуба — світ молодого сучасника, який загострено відчуває прояви життя. Щирість ліричного самовираження, лаконічність висловлювань, яскрава метафоричність образів — особливості його творчої манери.
Автор книги для дітей «У бары грыбы бяры» (1986). Виступав як прозаїк, перекладач.